# Mandíbula

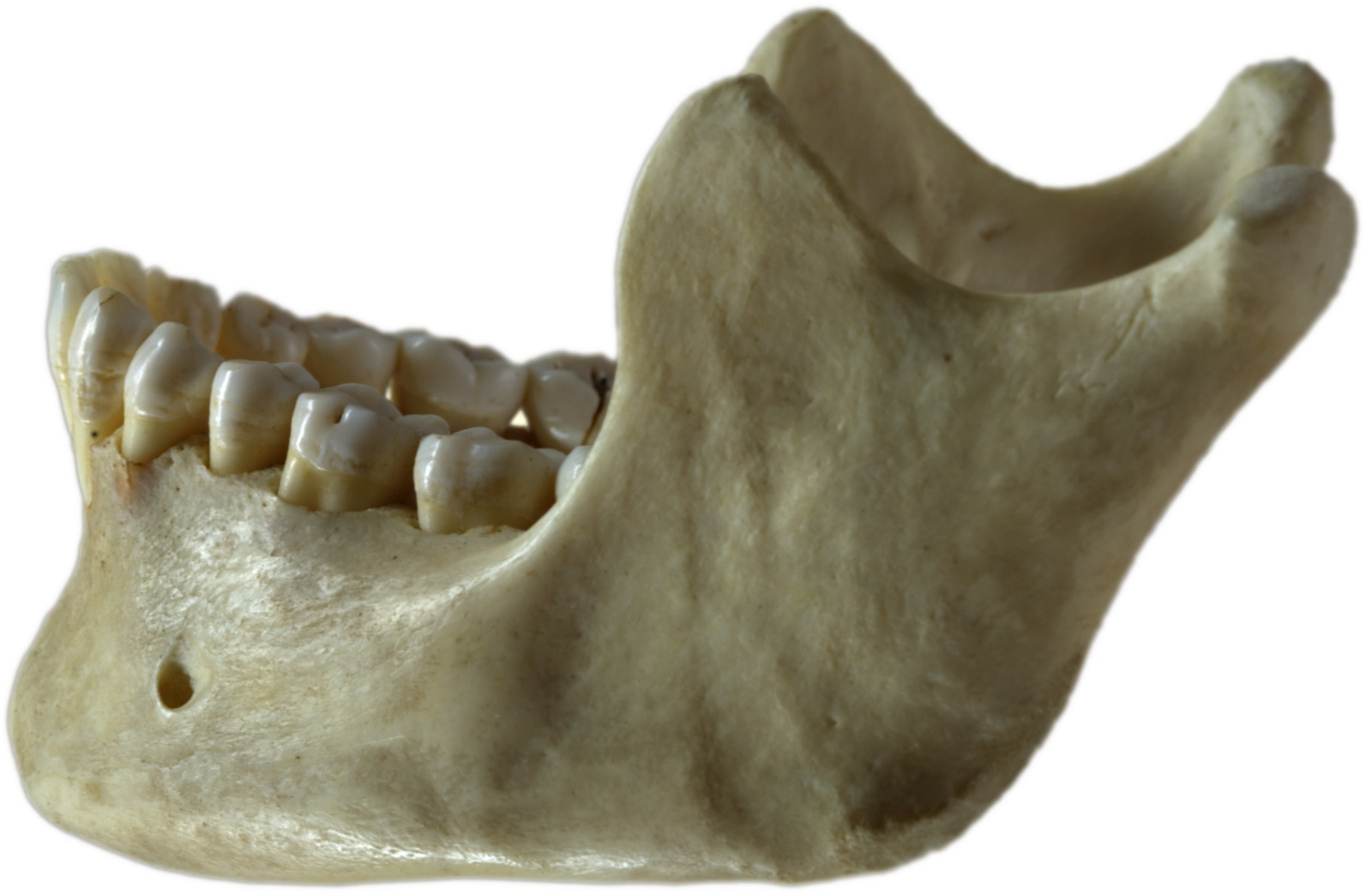
Mandíbula inferior humana vista des de l'esquerra

Les mandíbules són un parell d'estructures articulades oposables a l'entrada de la boca, normalment utilitzades per agafar i manipular aliments. El terme mandíbula també s'aplica al conjunt de les estructures que constitueixen la boca i serveixen per obrir-la i tancar-la i forma part del pla corporal dels humans i de la majoria dels animals.

## Artròpodes

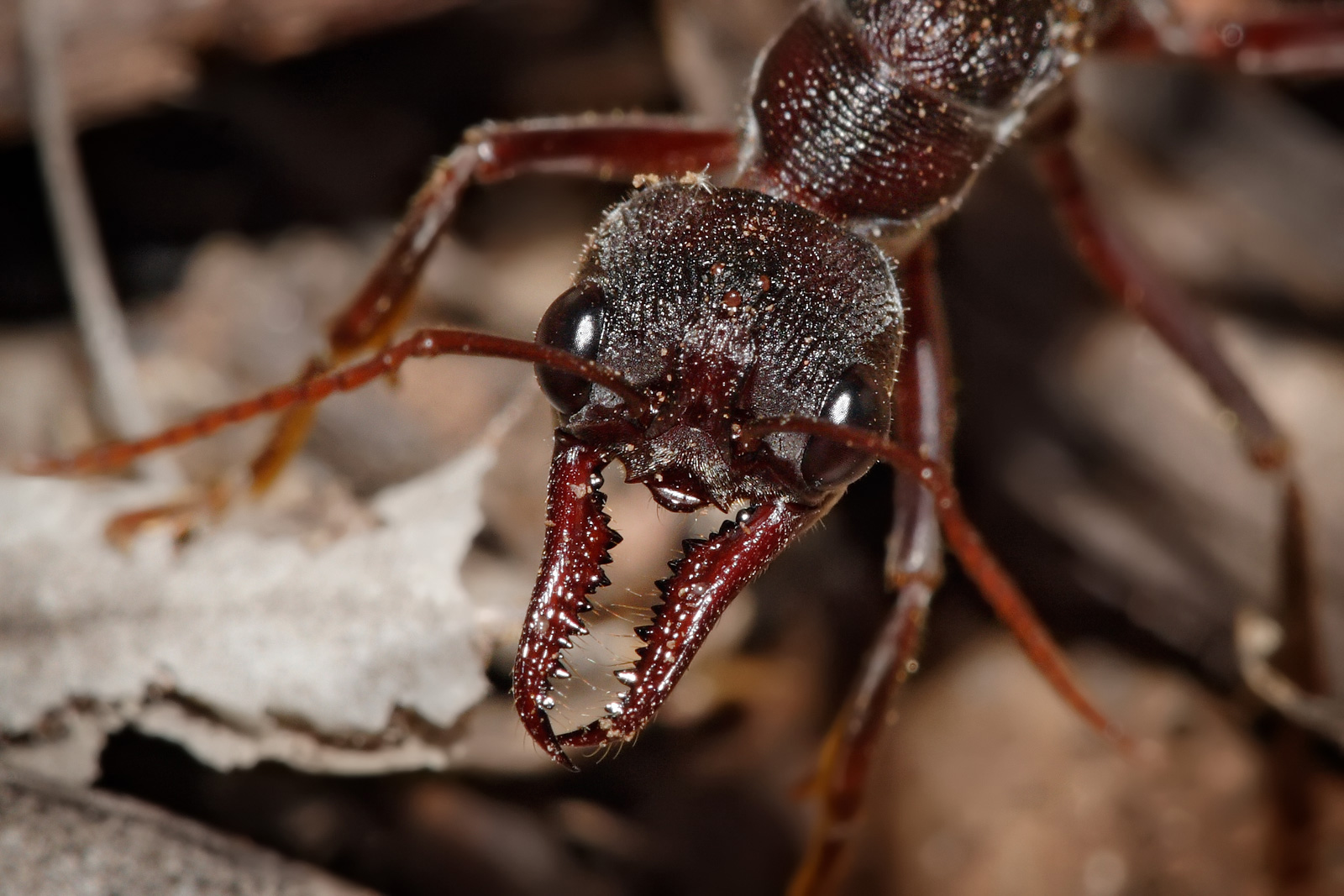
Les mandíbules d'una formiga bulldog

En els artròpodes, les mandíbules són quitinoses i s'oposen lateralment, i poden consistir en mandíbules o quelícers. Aquestes mandíbules solen estar compostes per nombroses peces bucals. La seva funció és fonamentalment per a agafar aliments, el transport a la boca i el processament inicial (masticació). Moltes peces bucals i estructures associades (com ara pedipalps) són cames modificades.

## Vertebrats
En la majoria dels vertebrats, les mandíbules són òssies o cartilaginoses i s'oposen verticalment, comprenent una mandíbula superior i una mandíbula inferior. La mandíbula dels vertebrats deriva dels dos arcs faringis més anteriors que suporten les brànquies, i acostumen a tenir nombroses dents.

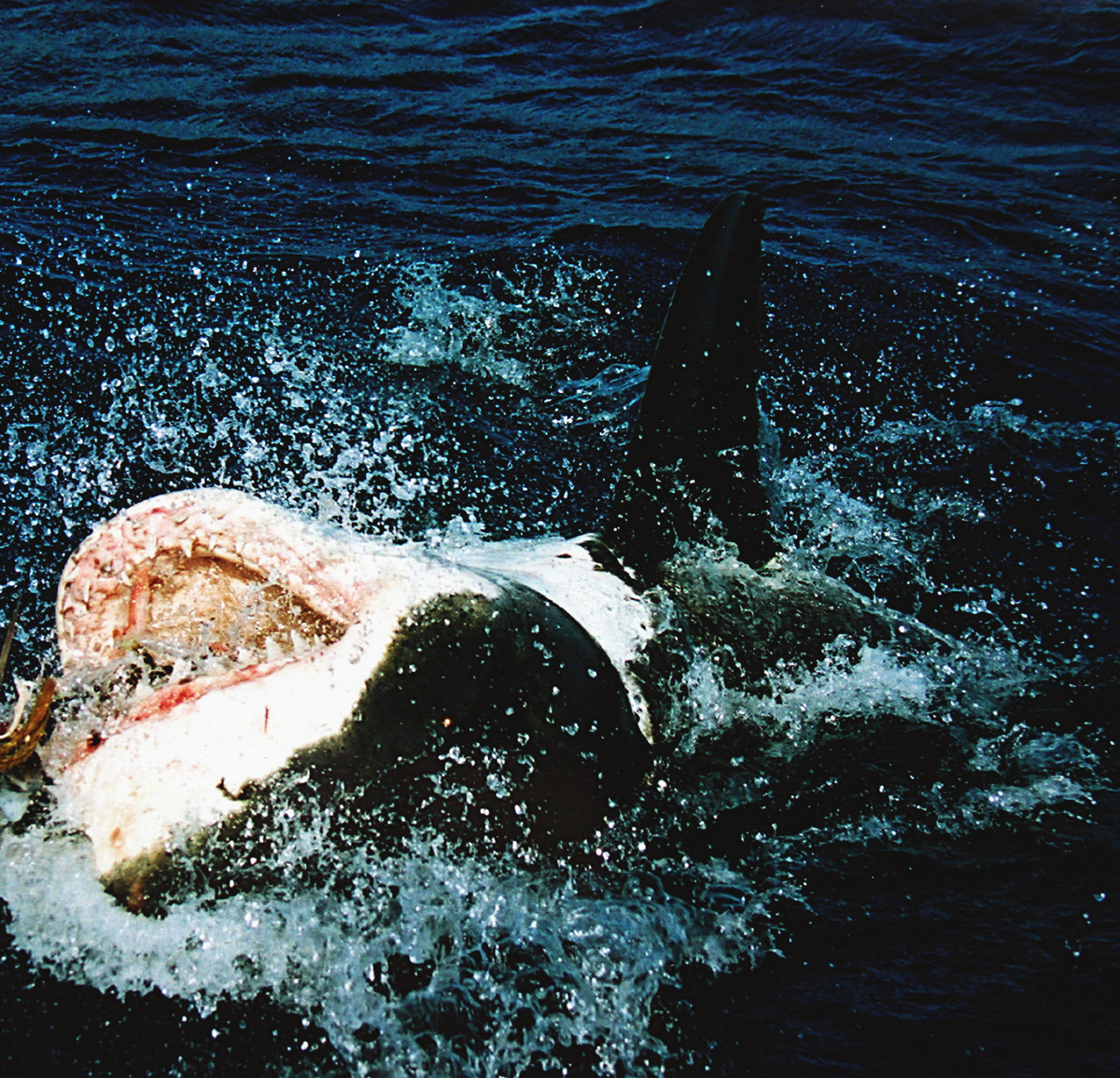
Mandíbules d'un gran tauró blanc

### Peix

Els murènids tenen dos jocs de mandíbules: les mandíbules orals que capturen les preses i les mandíbules faríngies que avancen cap a la boca i mouen les preses des de les mandíbules orals fins a l'esòfag per empassar-se-les.

La mandíbula dels vertebrats probablement va evolucionar originalment en el període Silurià i va aparèixer en els peixos placoderms que es va diversificar encara més al Devonià. Es creu que els dos arcs faringis més anteriors s'han convertit en la mateixa mandíbula i en l'arc hioidal, respectivament. El sistema d'hioide suspèn la mandíbula de la caixa cerebral del crani, permetent una gran mobilitat de les mandíbules. Tot i que no hi ha proves fòssils que recolzin directament aquesta teoria, té sentit a la llum del nombre d'arcs que són visibles en els vertebrats de mandíbula existents (els Gnathostomats), que tenen set arcs, i els vertebrats primitius sense mandíbula (Agnats), que en tenen nou.
L'avantatge selectiu original que ofereix la mandíbula pot no estar relacionat amb l'alimentació, sinó amb l'augment de l'eficiència de la respiració. Les mandíbules es van utilitzar a la bomba bucal (observable en peixos i amfibis moderns) que bombeja aigua a través de les brànquies dels peixos o aire als pulmons en el cas dels amfibis. Amb el temps evolutiu, l'ús més familiar de les mandíbules (per als humans), en l'alimentació, es va seleccionar i es va convertir en una funció molt important en els vertebrats. Molts peixos teleostis tenen mandíbules substancialment modificades per a l'alimentació de succió i la protrusió de la mandíbula, donant lloc a mandíbules molt complexes amb desenes d'ossos implicats.

### Amfibis, rèptils i ocells
La mandíbula dels tetràpodes es simplifica substancialment en comparació amb els peixos. La majoria dels ossos de la mandíbula superior (premaxil·lar, maxil·lar, jugal, quadratojugal i quadrat) s'han fusionat a la caixa cerebral, mentre que els ossos de la mandíbula inferior (dentària, esplenial, angular, surangular i articular) s'han fusionat en una unitat anomenada maxil·lar inferior. La mandíbula s'articula mitjançant una articulació de frontissa entre el quadrat i l'articular. Les mandíbules dels tetràpodes presenten diferents graus de mobilitat entre els ossos de la mandíbula. Algunes espècies tenen els ossos de la mandíbula completament fusionats, mentre que altres poden tenir articulacions que permeten la mobilitat del dentari, quadrat o maxil·lar. El crani de la serp té el grau més gran de kinesis cranial, que permet que la serp s'empassi grans preses.

### Mamífers
En els mamífers, les mandíbules estan formades pel maxil·lar inferior (mandíbula inferior) i el maxil·lar superior (mandíbula superior). En el simi, hi ha un reforç a l'os de la mandíbula inferior anomenat plataforma simia. En l'evolució de la mandíbula dels mamífers, dos dels ossos de l'estructura de la mandíbula (l'os articular de la mandíbula inferior i el quadrat) es van reduir i es van incorporar a l'orella, mentre que molts altres s'han fusionat. Com a resultat, els mamífers mostren poca o cap cinèsia cranial, i la mandíbula està unida a l'os temporal per les articulacions temporomandibulars. La disfunció de l'articulació temporomandibular és un trastorn comú d'aquestes articulacions, caracteritzat per dolor, clic i limitació del moviment mandibular. Sobretot en el mamífer teris, el premaxil·lar que constituïa la punta anterior de la mandíbula superior en els rèptils s'ha reduït; i la major part del mesènquima a la punta de la mandíbula superior ancestral s'ha convertit en un nas de mamífer.

## Eriçons de mar
Els eriçons de mar tenen mandíbules úniques que mostren una simetria de cinc parts, anomenada la llanterna d'Aristòtil. Cada unitat de la mandíbula conté una única dent en creixement perpetu composta de carbonat de calci cristal·lí.